# ハリー・キャラハン (写真家)

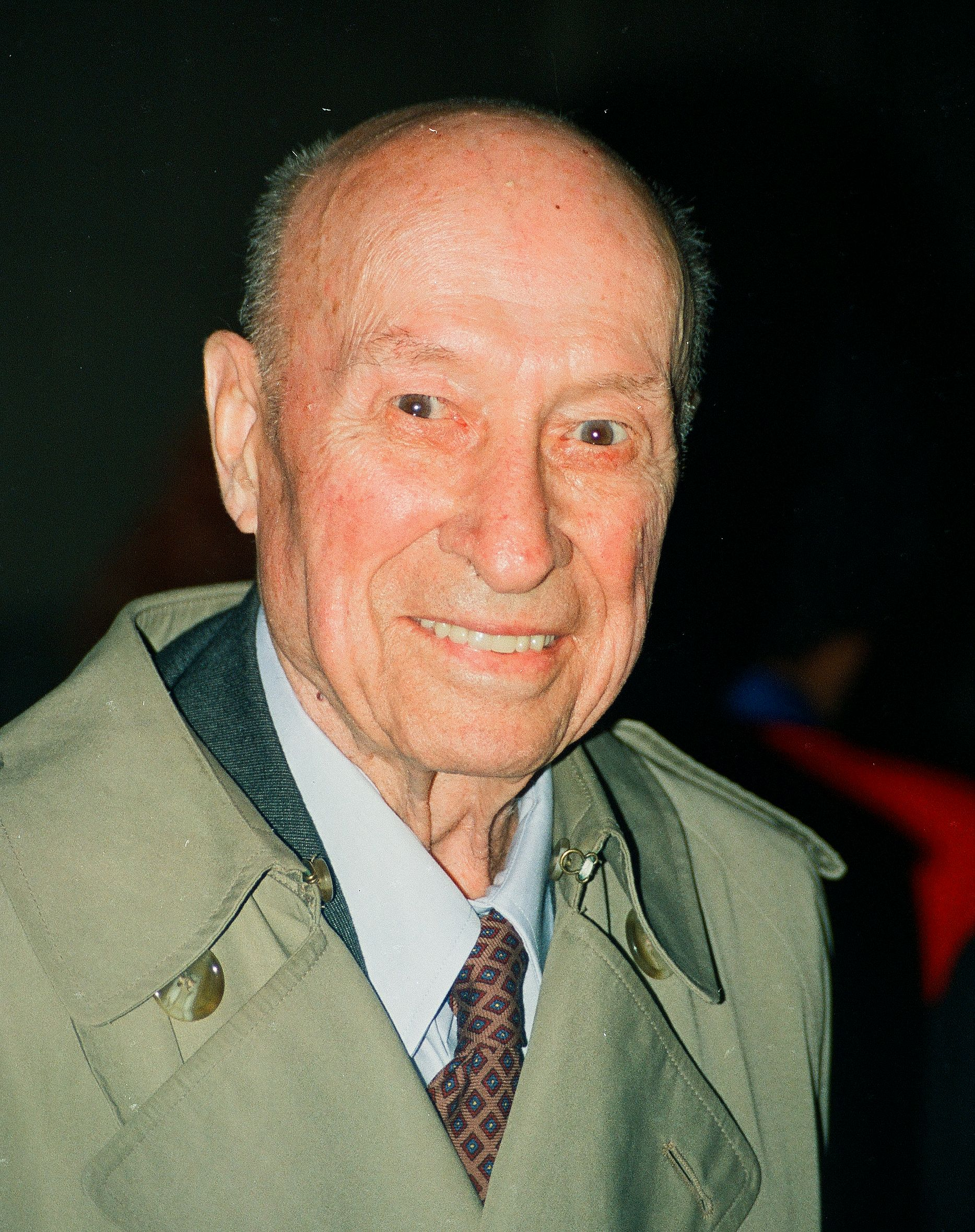
ハリー・キャラハン (写真家)

ハリー・キャラハン（Harry Callahan、1912年-1999年）はアメリカの写真家。
硬質でありながら、叙情的な写真を撮る。自身の妻を撮った「エレノア」シリーズなどで有名。

## 経歴
- 1912年、ミシガン州デトロイトに生まれる。

ミシガン州立大学工学部を卒業後、クライスラーの経理部に勤めながら趣味で写真を始める。
- 1941年、アンセル・アダムスの写真を見て、大型カメラでの写真活動を始める。
- 1944年、ゼネラルモーターズの写真担当の技術者になる。
- 1946年、ラースロー・モホイ＝ナジの主催するシカゴ・デザイン研究所（通称ニュー・バウハウス。後にイリノイ工科大学に吸収）に招かれ教授になる。
- 1948年、ニューヨーク近代美術館のエドワード・スタイケンの評価を受け、“写真におけるアブストラクト”展に参加。
- 1964年、ロードアイランド・スクール・オブ・デザインの教授になる。